# 長喙尖胸沫蟬
長喙尖胸沫蟬（学名：Nokophora nokoensis）为尖胸沫蟬科長喙尖胸沫蟬屬下的一个种。